# Gareth (Vorname)
Gareth (ˈɡarɛθ) ist ein aus Wales stammender, männlicher Vorname. In der genannten Form wurde er in Thomas Malorys Le Morte d’Arthur zuerst verwendet. Hier war es der Name von Sir Gareth, einem Bruder von Gawain und einem der Ritter der Tafelrunde. Malory leitete es von Gahariet ab, einem Namen, der in den französischen Artuslegenden vorkam. Dieser hatte möglicherweise einen walisischen Ursprung, möglicherweise mit dem Namen Geraint oder dem Wort gwaredd, also Freundlichkeit, Güte oder Liebenswürdigkeit.
Der Name ist bis heute in Wales beliebt, wo er gelegentlich auch zu Gary verniedlicht wird.

## Namensträger
- Gareth Allen (* 1988), walisischer Snookerspieler
- Gareth Bale (* 1989), walisischer Fußballspieler
- Gareth Barry (* 1981), englischer  Fußballspieler
- Gareth Bryan-Jones (* 1943), britischer Hindernisläufer
- Gareth Clayton (1914–1992), britischer Luftwaffenoffizier der Royal Air Force
- Gareth Cooper (* 1979), walisischer Rugby-Union-Spieler
- Gareth Coppack (* 1980), walisischer Snookerspieler
- Gareth Creer (Pseudonym Adam Creed; * 1961), britischer Schriftsteller
- Gareth David, britischer Sänger, Mitglied von Los Campesinos!
- Gareth David-Lloyd (* 1981), walisischer Schauspieler und Musiker
- Gareth Alban Davies (1926–2009), walisischer Dichter und Hispanist
- Gareth Dyke, britischer Paläontologe
- Gareth Edwards (* 1947), walisischer Rugby-Union-Spieler
- Gareth Edwards (* 1975), britischer Filmregisseur, Drehbuchautor, Kameramann und Produzent
- Gareth Emery (* 1980), britischer DJ und Musikproduzent
- Gareth Evans (* 1944), australischer Politiker
- Gareth Evans (1946–1980), britischer Philosoph
- Gareth Evans (* 1980), walisischer Regisseur, Drehbuchautor und Filmeditor
- Gareth Gates (* 1984), britischer Sänger
- Gareth Henry (* 1991), jamaikanischer Badmintonspieler
- Gareth Hunt (eigentlich Alan Leonard Hunt; 1942–2007), britischer Schauspieler
- Gareth Llewellyn (* 1969), walisischer Rugby-Union-Spieler
- Gareth McAuley (* 1979), nordirischer Fußballspieler
- Gareth Alun Owens (* 1964), walisischer Altphilologe und Archäologe
- Gareth Peirce (* 1940), britische Rechtsanwältin
- Gareth Southgate (* 1970), englischer Fußballspieler und -trainer
- Gareth Unwin (* 1972), britischer Filmproduzent
- Gareth Wigan (1931–2010), britischer Filmproduzent

## Fiktive Personen
- Gareth, ein Ritter der Arthurschen Tafelrunde
- Gareth Mallory, zeitweilig Vorgesetzter des ebenso fiktiven James Bond